# Faxinal
Faxinal est une ville brésilienne de l'État du Paraná. Sa population était estimée à 17 084 habitants en 2014.